# جو سيمز
جو سيمز (بالإنجليزية: Joe Sims)‏ هو لاعب كرة قدم أمريكية أمريكي، ولد في 1 مارس 1969 في سدبري ‏ في الولايات المتحدة.

## وصلات خارجية
- جو سيمز على موقع مرجع كرة القدم المحترفة.كوم (الإنجليزية)